# Thần El

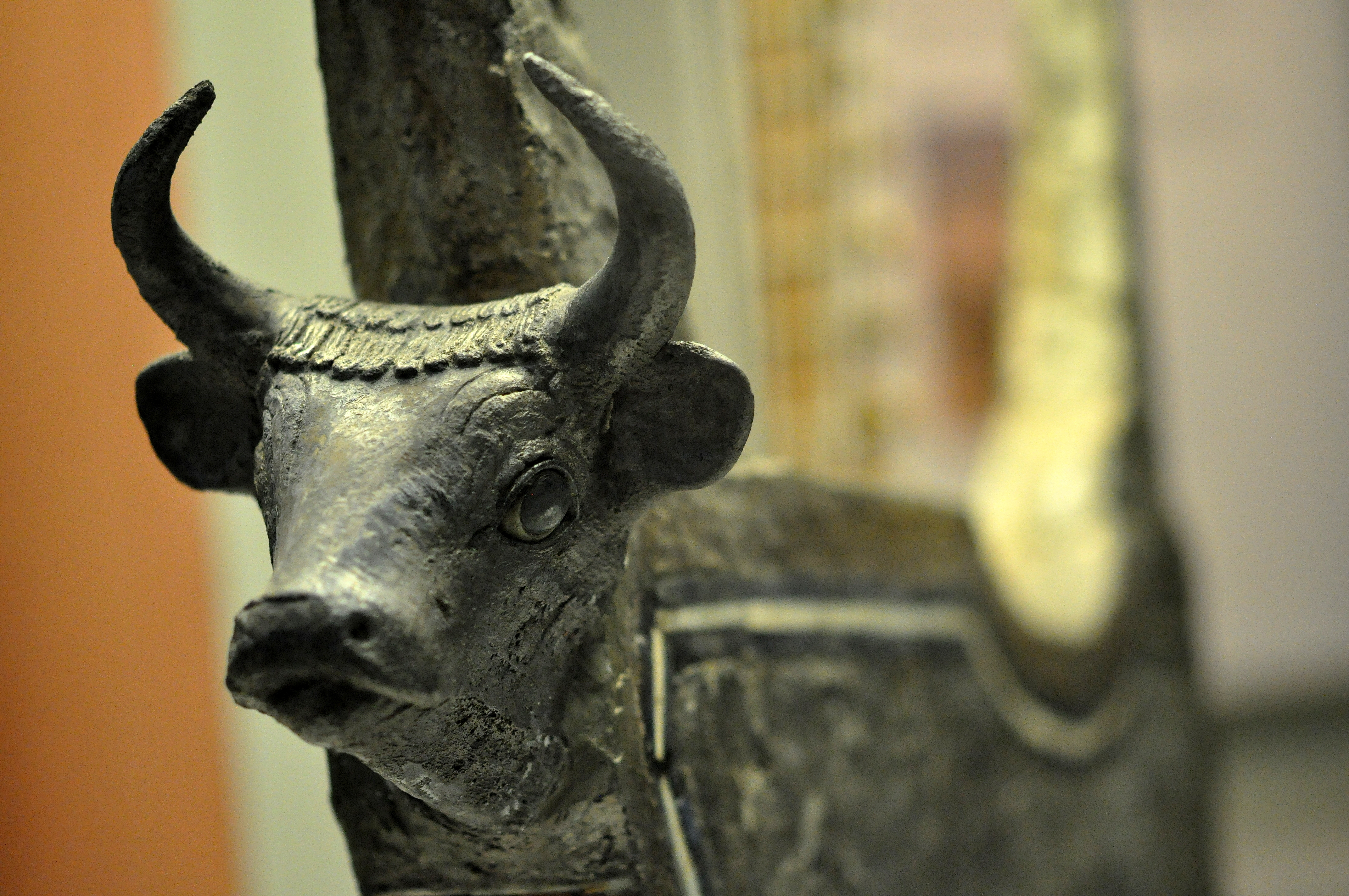
Cổ vật tượng thờ thần bò phát hiện ở Iraq

Thần El (ʼĒl hay còn gọi là Il, tiếng Ugarit: 𐎛𐎍 ʾīlu; tiếng Phoenicia: 𐤀𐤋 ʾīl tiếng Do Thái: אֵל ʾēl; tiếng Syria: ܐܺܝܠ ʾīyl; tiếng Ả rập: إل ʾīl hay إله ʾilāh; tiếng Akkadia: 𒀭, ilu) là một từ Semitic Tây Bắc có nghĩa là "thần" hoặc "vị thần" hoặc đề cập đến (như một tên riêng) cho bất kỳ một trong nhiều vị thần Cận Đông thời cổ đại. Một dạng hiếm hơn là ila đại diện cho dạng vị ngữ trong tiếng Akkad cổ và trong Amorite. Từ này có nguồn gốc từ Proto-Semitic ʾil hay *ʔil, có nghĩa là "thần". Các vị thần cụ thể được gọi là El, Al hoặc Il bao gồm vị thần tối cao của tôn giáo Canaan cổ đại và vị thần tối cao của người nói tiếng Semit Đông trong Tiền triều đại Lưỡng Hà. Trong số ngôn ngữ Hitti thì El được biết đến với cái tên Elkunirsa (𒂖𒆪𒉌𒅕𒊭/ Elkunīrša).

## Tổng quan

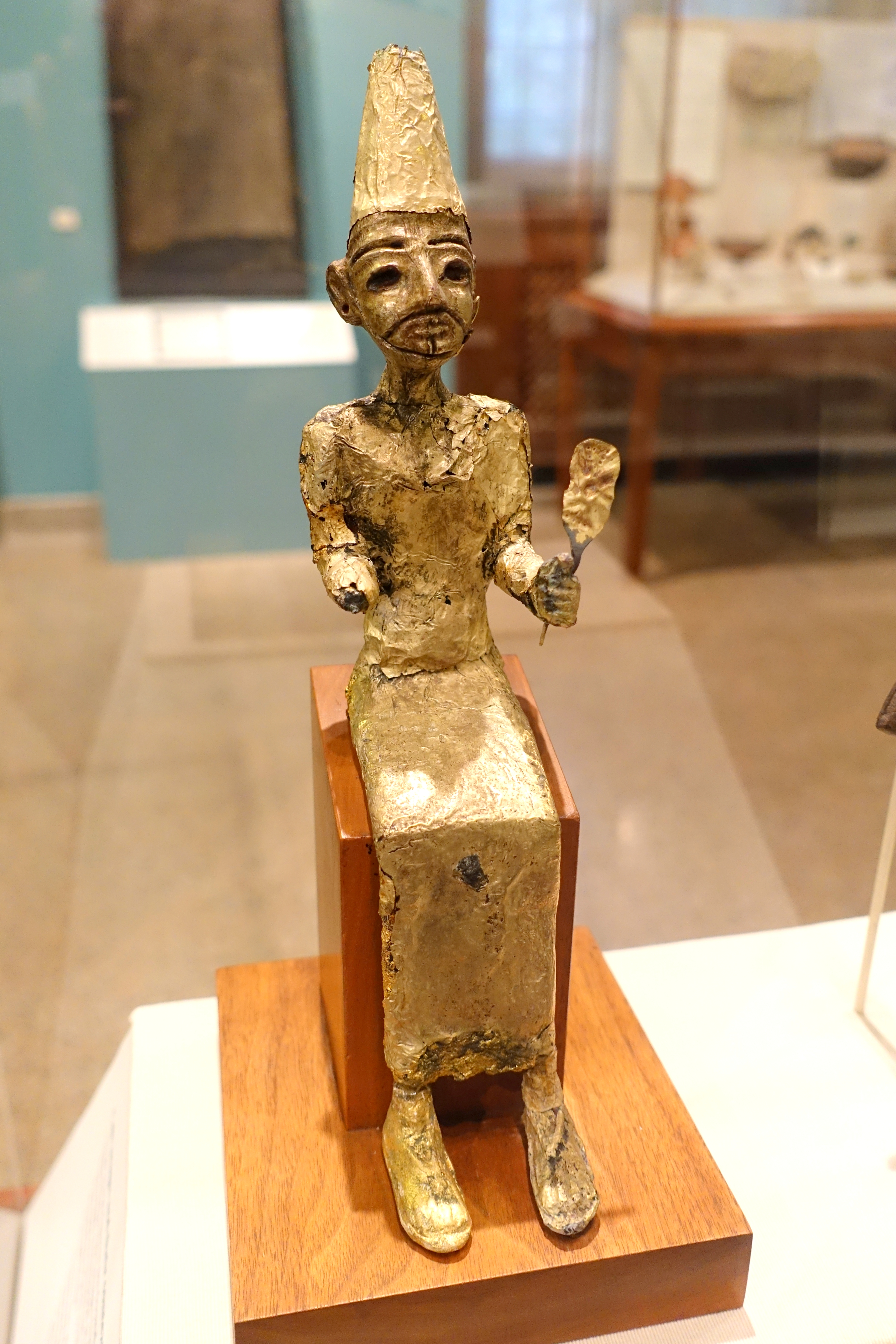
Thần El

Chúa cha Jehovah hay Yahweh, thánh Allah của Hồi giáo đều có cùng một nguồn gốc từ Thần Bò IL của dân Babylon và du nhập vào dân tộc Do Thái khoảng năm 2000 TCN và đổi tên thành thần bò EL. Thần EL thường hiện hình thành một con bò mộng (The Bull EL hoặc EL the Bull). Trong tài liệu cổ sử Ai cập, được viết dưới triều đại Pharaoh Merneptah có nói đến nước Do Thái dưới quốc hiệu ISRAEL, theo đó ISRA là cai trị, EL là thần bò EL. Do đó, ISRAEL có nghĩa là một quốc gia được cai trị bởi thần bò EL. Người Do Thái có tục thờ thần bò EL từ lâu đời, cho nên EL có nghĩa là "Thiên Chúa của Do Thái" (EL is God of IsraEL). Ngôn ngữ Do Thái (Hebrew) gọi Thiên Chúa EL bằng nhiều danh từ: EL, ELoah, ELim, ELohim, họ tin Thiên Chúa EL thường hay xuất hiện ở các núi đá tiếng Do Thái là Shaddai, nên họ cũng gọi Thiên Chúa EL là El Shaddai. Các danh từ để gọi Thiên Chúa EL nói trên đã được nhắc lại trong các bộ sách Kinh Thánh của đạo Do Thái.
Trước khi đặt tên nước là Do Thái là IsraEL thì Jacob đã đến thị trấn Luz của xứ Canaan, Jacob nằm mơ được thiên thần cho một cái thang. Jacob đã leo thang lên tới thiên đàng và được gặp Thiên Chúa EL mặt đối mặt. Khi tỉnh dậy, Jacob đã đổi tên thị trấn Luz thành Beth-EL, có nghĩa là "Nhà của Chúa" (House of EL), vâu chuyện về giấc mơ của Jacob được kể lại trong Cựu ước (Genesis 28:12). Do Thái không phải là nước duy nhất thờ thần EL. Hầu hết các dân tộc quanh vùng Canaan đều thờ thần EL và rất nhiều thần khác, họ quan niệm đồng nhất tất cả đều coi thần EL là vị thần cao nhất. Mặc dầu tục thờ bò El đã phát sinh ở Babylon từ rất lâu đời, nhưng nó được chính thức du nhập vào dân tộc Do Thái từ thời Abraham khoảng năm 2000 TCN. Abraham và dân tộc Do Thái coi El là vị thần duy nhất để tôn thờ, trong khi các dân tộc chung quanh tôn thờ thần El cùng với các vị thần khác như Baal, Anath, Ashtaroh, Ashera.
Dân Do Thái được coi là dân tộc được Chúa chọn vì nước này là quốc gia đầu tiên mang tên thần bò El (Isra-El). Người Canaanites và Semites thờ thần El dưới tượng của một con bò đực. Đối với họ, con bò đực là biểu tượng của sức mạnh. Cũng vì vậy, mỗi khi nói đến thần El họ thường gọi Ngài là Bò Thần El (Bull-El). Tại các thành phố thuộc xứ Babylon người ta thường làm lễ tế thần El với những lời ca tụng là "Thiên Chúa hiện thân thành Con Bò". Theo niềm tin của người Babylon, thần El là vị chủ tọa các hội đồng thần thánh (Divine Council) ở trên trời, là đấng tạo hóa đã sinh ra vũ trụ vạn vật và là đấng đã tạo dựng nên con người. El là danh hiệu lâu đời nhất để gọi Thiên Chúa. Sách Sáng Thế ký (sách đầu tiên trong bộ Kinh thánh Cựu ước) 28:10-22, 33:20, 49:25 đã đồng nhất hóa El với Elohim và Yaweh (Jehovah). Ý nghĩa chữ El (theo tiếng Hebrew) cũng đồng nghĩa với chữ Ilu theo ngôn ngữ cổ ở Babylon là Akkadian. Tất cả đều do ngôn ngữ Semistic "Yl", có nghĩa là "hùng mạnh". Trong các đền thờ của người Phoenicians, thần El được tôn thờ như Thiên Chúa Tối cao, Đấng sinh ra các vị thần và là Chúa của thiên đàng. Trong ngôn ngữ Ả rập, người ta không gọi Thiên Chúa IL (tức El) một cách trống không mà thường thêm mạo tự ah ở sau danh từ Il. Do đó, tên của Thiên Chúa Il trở thành Illah (Il + mạo từ 'ah').